# Chicago XXV: The Christmas Album
Chicago XXV: The Christmas Album es el decimonoveno álbum de estudio de la banda de rock estadounidense Chicago, publicado el 25 de agosto de 1998 y producido por Roy Bittan. El álbum está compuesto por canciones tradicionales navideñas.

## Lista de canciones
1. «The Little Drummer Boy» (4:05)
2. «God Rest Ye Merry Gentlemen» (3:23)
3. «Have Yourself a Merry Little Christmas» (4:02)
4. «The Christmas Song» (3:39)
5. «O Come All Ye Faithful» (4:46)
6. «Child's Prayer» (3:24)
7. «Feliz Navidad» (4:17)
8. «Santa Claus Is Coming to Town» (3:56)
9. «Christmas Time Is Here» (3:49)
10. «Let It Snow! Let It Snow! Let It Snow!» (3:29)
11. «What Child Is This?» (4:41)
12. «White Christmas» (2:28)
13. «Silent Night» (3:18)
14. «One Little Candle» (1:26)

## Créditos
- Bill Champlin – teclados, voz
- Keith Howland – guitarras, teclados, voz
- Robert Lamm – teclados, voz
- Lee Loughnane – trompeta, bajo
- James Pankow – trombón
- Walter Parazaider – saxofón
- Jason Scheff – bajo, voz
- Tris Imboden – batería